# U-17-Fußball-Ozeanienmeisterschaft 1991
Die vierte U-17-Fußball-Ozeanienmeisterschaft wurde 1991 in Napier, Neuseeland, ausgetragen. Das Turnier begann am 13. Januar und endete am 19. Januar 1991. Sieger wurde Australien und qualifizierte sich dadurch für die U-17-Fußball-Weltmeisterschaft 1991.

## Modus
Die drei Mannschaften spielten in einer Gruppe eine Doppelrunde.

## Tabelle
| Pl. | Verein     | Sp. | S | U | N | Tore    | Diff. | Punkte |
| --- | ---------- | --- | - | - | - | ------- | ----- | ------ |
| 1.  | Australien | 4   | 3 | 1 | 0 | 015:400 | +11   | 07:10  |
| 2.  | Neuseeland | 4   | 2 | 1 | 1 | 009:300 | +6    | 05:30  |
| 3.  | Fidschi    | 4   | 0 | 0 | 4 | 004:210 | −17   | 0:80   |